# Huis te Meliskerke
Het Huis te Meliskerke of Kasteel van Meliskerke was een 17e-eeuwse buitenplaats in het Nederlandse dorp Meliskerke, provincie Zeeland. Het huis diende als buitenverblijf voor de ambachtsheren van Meliskerke en is in 1811 afgebroken. Mogelijk was er sprake van een middeleeuwse voorganger.

## Geschiedenis
In 1584 stond er een hofstede die in eigendom was van Pier Heyne Mercx. Hij bewoonde de hoeve zelf en was dus waarschijnlijk een boer.

### Ambachtsheer
In 1619 bleek de hofstede in bezit van Nicolaes de Vrieze, die de hofstede niet zelf bewoonde maar verpachtte. Het is aannemelijk dat de hofstede meer was dan een doorsnee hoeve en dat Nicolaes het huis gebruikte als buitenplaats. Omdat Nicolaes in 1610 een deel van de ambachtsheerlijkheid Meliskerke had verworven, straalde dat ook af op zijn hofstede: het was nu immers het huis van de ambachtsheer. De status van het huis blijkt ook uit de aansluiting op de openbare weg: de hofstede beschikte over een zogenaamde dreef en dat was een aanwijzing dat de hofstede belangrijker was dan een gewone boerderij.
Na het overlijden van Nicolaes de Vrieze in 1633 ging de hofstede naar zijn zoon Gillis en in 1641 naar diens dochter Anna en haar echtgenoot Johan Dimmer. Maria Elisabeth van Arkel - dochter van Anna's zus Elisabeth - huwde in 1681 Adriaen Bernage en zo kwamen in 1734 het huis en de heerlijkheid bij zoon Gosewijn Bernage terecht. Omdat Gosewijn niet in de buurt van Meliskerke woonde, raakte het huis verwaarloosd. Hij verkocht in 1745 een deel van de heerlijkheid aan Daniël Tulleken, inclusief het huis.

### Tulleken
Daniël Tulleken zorgde voor een nieuwe tuinaanleg rondom de buitenplaats. Verder verwierf hij grond en vastgoed in Meliskerke. Vanaf zijn buitenplaats liet hij een opvallende oprijlaan naar het dorp aanleggen. Uiteindelijk kwam hij in de financiële problemen en in 1780 moest hij zijn Huis ter Mee in Serooskerke verkopen. Hij overleed in 1792.

### Sloop
Daniël Tulleken liet het huis en de heerlijkheid in 1792 na aan Jacobus Johannes de Bruyn. Deze liet een deel van het bos kappen en sloopte tevens een gebouw. Hij bewoonde de buitenplaats overigens wel zelf. In 1799 overleed hij en erfde zijn zoon Johannes Jacobus Leydekker de Bruyn alles. Na diens overlijden in 1811 is het huis afgebroken en werden de laatste resten van het bos gerooid.
In 1832 was er nog slechts sprake van akkerland, terwijl de voormalige huisplaats een moestuin was. De 18e-eeuwse boerderij is in 1992 afgebroken.

## Beschrijving
Mogelijk kende het Huis te Meliskerke een middeleeuwse voorganger. In oktober 2008 is een 11 meter lange en 75 cm brede fundering aangetroffen die uit de 14e of 15e eeuw dateert. Ook is een gracht gevonden. Eerder dat jaar had archeologisch onderzoek al geleid tot de vondst van muurresten uit de 17e of 18e eeuw.
Het huis is in de 18e eeuw op tekeningen vastgelegd. Het zal na 1584 maar vóór 1608 zijn gebouwd en betrof mogelijk de herbouw van een ouder huis. Op de tekeningen is een blokvormig hoofdgebouw te zien met een achtkantige traptoren en een lage aanbouw. Het geheel bood een kasteelachtige aanblik. Rondom het gebouw lag een gracht. Het complex was circa 20 bij 50 meter groot.
Rond 1780 is er een losse boerderij gebouwd; voorheen was de boerderij waarschijnlijk in het hoofdgebouw ondergebracht. De boerderij is in 1992 afgebroken.